# Santa Vittorias hemlighet
Santa Vittorias hemlighet (engelska: The Secret of Santa Vittoria) är en amerikansk-italiensk komedifilm från 1969 i regi av Stanley Kramer.
Filmen bygger på Robert Crichtons roman med samma namn.

## Utmärkelser
Filmen vann ett Golden Globe Award för bästa film – musikal eller komedi 1969.

## Handling
Under andra världskriget gömmer invånarna i Santa Vittoria sitt lokala vin från tyskarna.

## Rollista i urval
- Anthony Quinn - Italo Bambolini
- Anna Magnani - Rosa Bambolini
- Virna Lisi - Caterina Malatesta
- Hardy Krüger - kapten Sepp von Prum
- Renato Rascel - Babbaluche
- Sergio Franchil - Tufa
- Giancarlo Giannini - Fabio
- Eduardo Ciannelli - Luigi Lunghetti
- Leopoldo Trieste - Vittorini
- Gigi Ballista - fader Polenta